# Arrastão armado

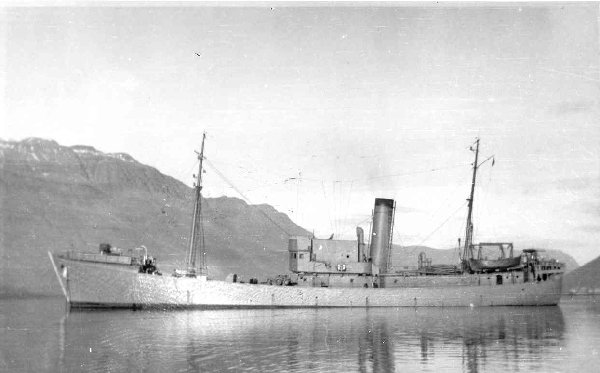
Arrastão de armada HNoMS Honningsvåg da Islândia.

Um arrastão armado ou traineira armada é uma embarcação construída seguindo o propósito de servir a pesca de arrastão (ou pesca de arrasto), mas ele também pode ser equipado com a finalidade Naval. Os arrastões armados foram muito utilizados durante a Primeira Guerra Mundial e Segunda Guerra Mundial. Ao serviço britânico, estas embarcações era designadas traineiras navais (em inglês:  naval trawlers). Esses barcos foram particularmente adaptados para muitas funções navais pois eram embarcações robustas projetadas para o trabalho pesado, em particular arrastão (modalidade de pesca), em todos os tipos de clima e tinham grandes convés para a realização de trabalhos diversos. Pode-se construir um draga-minas simplesmente substituindo suas varas de arrastão, adicionando racks no convés com profundidade de carga, sonar e artilharias de anti-submarinos.

## Leitura recomendada (em inglês)
- Lund, Paul and Ludlam, Harry (1971) The Trawlers go to War ISBN 978-0572007683
- Lund, Paul and Ludlam, Harry (1978) Out Sweeps! - The Story of the Minesweepers in World War II. New English Library Ltd ISBN 9780450044687
- McKee, Alexander (1973) The Coal-Scuttle Brigade: The splendid, dramatic story of the Channel convoys. New English Library ASIN B000RTAX2Y